# Rdeča piramida
Rdeča, Severna ali Netopirska piramida (arabsko  هرم الوطواط‎, Haram al-watwát) je največja od treh velikih piramid na Dahšurski nekropoli v Kairu, Egipt. Ime je dobila po rjasto rdečem odtenku blokov apnenca, iz katerega je zgrajena. Za Kufujevo (Keopsovo) in Kafrejevo (Kefrenovo) piramido v Gizi je tretja največja piramida v Egiptu. Zanjo velja, da je prva z resnično ravnimi stranicami. 
Rdeča piramida ni bila vedno rdeča. Sprva je bila obložena s ploščami belega turskega apnenca, od katerih se je ohranilo samo nekaj na spodnjem robu piramide. V srednjem veku so večino apnenčastih oblog odstranili in jih uporabili za oblaganje zgradb v Kairu, s čimer so razkrili jedro piramide  iz rdečega apnenca. 

## Zgodovina
Rdeča piramida je bila tretja piramida, ki jo je zgradil faraon Sneferu. Postavljena je približno en kilometer severno od njegove Zlomljene piramide. Naklon njenih stranic je 43º, tak kot ga ima zgornji del Zlomljene piramide. Majhen naklon daje piramidi čokat videz v primerjavi z drugimi egipčanskimi piramidami enake velikosti. Njena gradnja se je začela verjetno v trinajstem letu Sneferujevega vladanja. Čas, potreben za njeno gradnjo, je še vedno predmet razprav. Iz oznak v kamnolomih, ki so nastale v različnih fazah gradnje, je Rainer Stadelmann ocenil, da je gradnja trajala približno sedemnajst let, medtem ko je John Romer na osnovi istih oznak ocenil, da je trajala samo deset let in sedem mesecev.
Arheologi domnevajo, da je načrt za piramido nastal kot rešitev problemov, ki so jih gradbeniki imeli z dvema prejšnjima Sneferujevima piramidama. Prva od njiju, piramida v Meidumu, se je podrla že v starem veku, medtem ko so morali naklon Zlomljene piramide med gradnjo dramatično zmanjšali s 54º na 43º.  
Nekaj arheologov je prepričanih, da je bila piramida v Meidumu prvi poskus gradnje piramide z gladkimi stranicami. Poskus se je nadaljeval na Zlomljeni piramidi, na kateri so morali zaradi izredne nestabilnosti, ki jo dokazujejo veliki leseni podporni stebri v notranjih prostorih piramide, sredi gradnje spremeniti njen naklon.  Te izkušnje  so prenesli na Rdečo piramido, ki je zaradi manjšega naklona bolj stabilna.

## Sedanjost
Rdeča piramida je visoka 105 m. Njen vršni kamen (piramidion) so našli, kar je velika redkost. Rekonstruiran kamen je zdaj razstavljen v Dahšurju. Vprašanje je, ali je bil piramidion sploh postavljen na vrh piramide,  ker se njegov naklon razlikuje od naklona piramide, na kateri naj bi stal. 
Rdeča in Zlomljena piramida sta bili zaradi bližnje vojaške baze dolgo časa nedostopni za turiste. V Rdečo piramido  se morajo obiskovalci vzpeti po stopnicah do vhoda visoko na severni strani piramide. 61 m dolg prehod z naklonom 27°, visok 3 m in širok 4 m, vodi navzdol do kratkega vodoravnega prehoda do 12 m visoke sobe z zaobljenim stropom. Na južni strani komore je drug kratek vodoraven prehod, ki je verjetno ne vodi nikamor, da bi zmedel  morebitne roparje grobnic. 
Druga soba je podobna prvi in leži točno pod vrhom piramide. Dostopna je po širokem lesenem stopnišču, zgrajenem za turiste.  Iz nje vodi kratek prehod v tretjo, 15 m visoko sobo. Prvi dve sobi sta po svojih dolgih oseh orientirani v smeri sever-jug, tretja pa v smeri vzhod-zahod. Prvi dve komori imata gladka tla, medtem ko so tla tretje zelo groba. Domneva se, da je to delo roparjev grobov, ki so iskali zaklad v pogrebni komori piramide.
- Južna stran Rdeče piramide
- Pot do piramide
- Vhod
- Obnavljanje Rdeče piramide
- Restavrirani piramidion
- Notranjost
- Del masivnega, s konzolami podprtega stropa pogrebne sobe
- Prehod iz drugega v prvi predprostor